# Литературно-лекторская группа при МК РСДРП
Литературно-лекторская группа при МК РСДРП организована в Москве в 1905 году для ведения легальной пропаганды.

## Цель создания группы
- После публикации манифеста 17 октября 1905 года в России одна за другой возникали легальные группы различных политических направлений, они создавали свои печатные органы. Необходимо было противопоставить им легальные большевистские газеты. Борьба между идеологиями различных партий в этих условиях приобрела ярко выраженные конкретные формы. Московским комитетом РСДРП были поставлены четкие вопросы, за что вести агитацию, что пропагандировать. Дискуссий и митингов, прокламаций и листовок было явно недостаточно, газеты, издававшиеся за границей, не могли уже обеспечить социал-демократическим содержанием арену начинавшейся революции в полной мере.

## Состав группы
- Мицкевич, Сергей Иванович (1869—1944), врач-революционер[1].
- Фриче, Владимир Максимович
- Шулятиков, Владимир Михайлович
- Покровский, Михаил Николаевич
- Левин, Кирик Никитович (1876—1922). Публицист, педагог. В 1898—1902 гг. жил в Тамбове, участвовал в просветительской работе тамбовского земства.
- Курский, Дмитрий Иванович
- Никифоров, Лев Львович
- Рожков, Николай Александрович
- Скворцов-Степанов, Иван Иванович
- Никольский, Николай Михайлович
- Десницкий, Василий Алексеевич (30 января 1878 — 22 сентября 1958 (партийные псевдонимы Александр Иванович, Борода, Лопата, Сосновский, Строев; литературные псевдонимы В. Головинский, В. Строев) — революционер, социал-демократ, затем «красный профессор» — литературовед и педагог
- Жданов, Владимир Анатольевич — присяжный поверенный член литературно-лекторской группы при МК РСДРП.
- Дауге Павел Георгиевич (партийный псевдоним Пик) [10(22).8.1869, с. Саука, ныне Екабпилсский район Латвийской ССР, — 2.9.1946, Рига], активный участник революционного движения, учёный, один из основоположников стоматологии в СССР, заслуженный деятель культуры Латвийской ССР (1945). Член Коммунистической партии с 1903. Родился в семье учителя. Окончил московскую зубоврачебную школу в 1897, учился в Берлинском зубоврачебном институте. Работая в Москве, был в 1905—07 членом литературно-лекторской группы при МК РСДРП, сотрудничал в большевистских газетах «Борьба» (1905), «Светоч» (1906)[2].
- Михайлов (настоящая фамилия — Елинсон) Лев Михайлович (партийный псевдоним Политикус) [12(24).11.1872, Екатеринодар, — 5.3.1928, Ленинград], деятель революционного движения в России. Родился в семье служащего. В 1905 член литературно-лекторской группы МК РСДРП[3].
- и др.

## Легальные издания группы
- В визитной карточке всех легальных изданий группы — объявлении об участвующих сотрудниках — те же фамилии, тот же состав, что и в первом номере «Борьбы».

## Газета «Борьба»
- В Москве оформлялось разрешение на издание газеты «Труд», в качестве официального издателя выступал не Московский комитет, а отставной капитан Скирмунт С. А. Заявление об издании газеты «Труд» было подано им в Главное управление по делам печати в начале «дней свобод» 26 октября. Позже, 3 ноября, на предложение литературно-лекторской группы Скирмунт С. А. обратился с заявлением о переименовании газеты и, наконец, 12 ноября министр внутренних дел разрешил издавать газету с новым названием «Борьба»[4].
- Всего вышло 9 номеров газеты.

## Сборник «Текущий момент»[5]
- Вышел только один номер в январе 1906 года.
- Статьи сборника печатались в разных типографиях, и каждая имела свою нумерацию страниц. Зная, что сборник немедленно арестуют, издатели одновременно с представлением обязательных экземпляров в комитет по делам печати вывезли весь тираж.

## «Рабочий листок»
- «Рабочий листок» издавался нелегально, вышло 4 номера.

## Газета «Свободное слово»
Редактором и издателем её был всё тот же В. А. Жданов. Всего вышло 4 номера газеты.